# Søren Rasted
Søren Nystrøm Rasted (født Søren Rasted den 13. juni 1969 i Blovstrød) er en dansk sanger, sangskriver, musiker og producer, der er medlem af det danske dance-pop band Aqua, samt popduoen Hej Matematik med sin nevø Nicolaj Rasted. Han ejer studiet Elektron Studio i en ejendom på Nørrebro, som også huser produceren Thomas Troelsens studie Delta Lab og masteringstudiet Audio Planet, grundlagt af lydtekniker Jan Eliasson.

## Liv og karriere

### Opvækst (1969 – 1986)
Søren Rasted er søn af arkitekt Jørgen Rasted og ergoterapeut Kirsten Rasted. Han rejste til Arizona USA i 1985 som udvekslingsstudent i et år, og læste efterfølgende på handelsgymnasiet.

### Tidlig karriere og Aqua (1987 – 2001)
I 1987 mødte Søren Rasted produceren Claus Norreen, og de etablerede nogle år senere et studie på Nørrebro i København. Noget af det første de arbejdede sammen om, var soundtracket til filmen Frække Frida og de frygtløse spioner fra 1994. Senere samme år mødte de DJ'en René Dif og sangerinden Lene Nystrøm og dannede gruppen Joyspeed, der senere skiftede navn til Aqua.
I september 1996 udgav Aqua debutsinglen "Roses are Red" og i januar 1997 udkom singlen "My Oh My". Begge singler går #1 på hitlisten og er medvirkende faktorer til succesen med debutalbummet Aquarium, der udkom i marts 1997 og samlet sælger 14 mio. eksemplarer på verdensplan. Herefter gik den internationale sejrsgang for Aqua, og med de efterfølgende singler fra Aquarium, "Barbie Girl", "Doctor Jones" og "Turn Back Time", skrev bandet historie ved at være det første debutband med tre #1 singler på den engelske single-hitliste.
I februar 2000 udgav Aqua deres andet album Aquarius, der anført af singlerne "Cartoon Heroes" og "Around the World", også blev en stor kommerciel succes og gik #1 på de skandinaviske og udenlandske hitlister.
Aqua gik i opløsning i 2001 under forberedelserne til deres tredje album.
Sammen med Claus Norreen skrev og producerede Rasted begge albums fra Aqua, som med 33 millioner solgte plader er den mest succesrige danske musikgruppe nogensinde målt på salg.
Det anslås, at bandet har modtaget over 170 guld- og platinplader fra hele verden og MTV, Channel V, Billboard, World Music Awards x 2, samt andre priser.
I 1998 var Rasted med til at skrive Landsholdssangen "Vi vil ha sejren i land", der blev sunget af VM-holdet og sangerinden Dodo Gad..

### Sideprojekter og Lazyboy (2002 - 2006)
I 2002 skrev og producerede Rasted Popstars-vinderen Jons debutalbum This Side Up, der blev dette års bedst sælgende album i Danmark med 135.000 solgte eksemplarer. Albummet indeholdt hit-singlerne "Right Here Next to You" og "This Side Up". Samme år var han med til at skrive "Holler High" og "Golden Wonder" til Sort Sol-opsamlingsalbummet Circle Hits the Flame - Best Off...., og Sanne Salomonsens hit "Teardrops in Heaven" fra albummet Freedom.
I 2004 udgav Rasted albummet Lazyboy TV under spoken word-projektet Lazyboy – som blev udgivet i 15 lande og høstede guld og platin rundt i verden med sange som "Facts of Life", "Inhale Positivity" og "Underwear Goes Inside the Pants", som var det mest downloadede elektronic-nummer i USA i to uger.[kilde mangler]
Desuden skrev og arrangerede Rasted i 2006 musikken til Den Kongelige Ballets opførelse af "Planet Wonderful" fra American Mixtures på Det Kongelige Teaters gamle scene.

### Hej Matematik og gendannelse af Aqua (2007 – nu)
I 2007 dannede Søren Rasted popduoen Hej Matematik sammen med sin nevø Nicolaj Rasted. Debutalbummet Vi burde ses noget mere udkom i februar 2008, der indeholder singlerne "Gymnastik", "Centerpubben", "Du & Jeg", og "Walkmand". Sidstnævnte anvendte et sample fra Michael Hardingers sang "Walkmand!!" fra 1981 og blev kåret som Årets Hit i 2008 til Zulu Awards, ligesom gruppen var nomineret i fire kategorier til Danish Music Awards. I marts 2009 gik debutalbummet platin.
I 2007 annoncerede Aqua, at de fandt sammen igen. Gendannelsen indebar i første omgang en turné på 25 koncerter i løbet af sommeren 2008, bl.a. som et af hovednavnene på Grøn Koncert. I juni 2009 udkom opsamlingsalbummet Greatest Hits med 16 numre fra Aquas bagkatalog samt tre nye numre. Heriblandt "Back to the 80's", som toppede de danske hitlister og desuden opnåede rekorden for flest afspilninger i radioen på én uge med 585 gange.
I marts 2009 udkom X Factor-vindersangen "Det bedste til sidst" med Linda Andrews, som Rasted havde skrevet og produceret. Singlen opnåede en førsteplads på hitlisten og platin for 30.000 solgte eksemplarer.
I maj 2009 medvirkede han i en TDC-reklame, hvor han sammen med Bent Fabricius-Bjerre skulle indspille en ny ventetone. I november 2009 valgte TDC at genindføre den velkendte 80 år gamle ventetone på baggrund af klager om dårlig lydkvalitet på den nye ventetone.
Hej Matematik udsendte deres andet album Alt går op i 6 i februar 2010, der endnu engang fik bandet til at gå til tops på hitlisterne med sange som "Party i Provinsen", "Legendebørn" og "Maskinerne".
Rasted var i 2010 vært for Danish Music Awards der blev afholdt i Bremen Teater.
I 2011 udgav Aqua deres tredje studealbum Megalomania, som Rasted producerede og skrev sammen med Claus Norreen. Herfra var singlerne "How R U Doin'?" og "Playmate to Jesus" succesfulde og blev begge certificeret guld.
Til talentprogrammet Voice - Danmarks største stemme var han med til at skrive vindersangen "Mit et og alt" til Mathias Pachler.
Rasted lavede i 2012 filmmusikken til Jonathan Spangs debutfilm Talenttyven, heriblandt sangen "Jo-Ann", som blev nomineret til Årets sang til Robertfesten 2013.
I 2012 udsendte Hej Matematik singlen "Livet i Plastik", hvor musikvideoen blev optaget i Europas største lyddøde rum på DTU i Kgs. Lyngby. Samme sommer udgav de desuden "Det blir en go dag" sammen med Ankerstjerne, der blev spillet flittigt på radioer i hele landet. I marts 2013 udgav Hej Matematik EP'en HEJ-LIGHTS med live version af "Farligt", Jack Rowan- remixet af "Sikke en Fest", og "Partyboy".
I 2014 var Søren Rasted dommer på Popstars, der blev relanceret på Kanal 5.
I marts 2015 udkom Hej Matematiks EP Selvfed, der bl.a. indeholder singlen "Ik Ordinær", en duet med Jesper Binzer fra D-A-D, og en coverversion af Ulige Numres hit "København".
I 2016 udgav Rasted under pseudonymet SloTown singlen "Exhale". I januar 2017 lancerede han sin første podcast Den Grå Side, hvor han inviterer forskellige kendte mennesker ind til at oplæse erotiske historier fra Ugens Rapports segment "De Grå Sider". Podcasten blev en af årets mest populære podcasts[kilde mangler] og Rasted har siden turneret med flere af de medvirkende og lavet shows hvor de læser de bedste historier op.
I december 2017 medvirkede han som medvært med Anders Breinholt i tv-voksen-julekalenderen Natholdets Julekalender.
I 2018 lavede Rasted musik til Ole Bornedals film om John Mogensen, Så Længe Jeg Lever, som blev en stor biografsucces, både blandt publikum og anmeldere, og blandt årets mest sete film.[kilde mangler]
Under titlen En mand med en sag lavede Rasted i marts 2018 en række udsendelser om cannabis til Radio24Syv. Rasted er stor fortaler for cannabis og er aktiv debattør og foredragsholder om medicinsk brug af planten.
I efteråret 2019 var han vært på Zulu Comedy Galla. I december samme år medvirkede han igen som medvært med Anders Breinholt og hans fars (Jørgen Rasted) grandfætter, Carsten Berthelsen i Natholdets Julekalender. Julekalenderen blev gentaget i 2020 og 2021.

## Privatliv
Søren Rasted blev gift med Lene Nystrøm 22. maj 2001 i Las Vegas. Senere blev parret gift i Blovstrød Kirke 25. august 2001. Sammen har de børnene India (f. 2004) og Billy (f. 2006). I april 2017 meddelte Rasted og Nystrøm at de skulle skilles. I forbindelse med skilsmissen solgte parret deres fælles ejendomme, hvilket talte et sommerhus i Tisvildeleje og en villa på over 400 m2 i Blovstrød, kaldet Øxenholm, der blev sat til salg for 35 mio. kr.

## Diskografi
Med Aqua
- Aquarium (1997)
- Aquarius (2000)
- Megalomania (2011)

Med Lazyboy
- Lazyboy TV (2004)

Med Hej Matematik
- Vi burde ses noget mere (2008)
- Alt går op i 6 (2010)